# Grand Prix Pacifiku
Grand Prix Pacifiku (japonsky パシフィックグランプリ, anglicky Pacific Grand Prix) byla jedním ze závodů mistrovství světa vozů Formule 1, pořádané Mezinárodní automobilovou federací. Místem konání byla trať Tanaka International Aida Circuit, později známá jako Okayama International Circuit, nedaleko města Aida v prefektuře Kóbe v Japonsku v letech 1994–1995. Jiným místem, kde se závod pořádal, byla americká trať v Laguna Seca (v letech 1960–1963), kde se závodilo mimo oficiální mistrovství vozů Formule 1.

## Historie
První závodem byla Grand Prix Pacifiku 1994, kterou vyhrál Michael Schumacher díky kolizi Ayrtona Senny, Miky Häkkinena a Nicoly Lariniho ihned po startu. Byla to mistrovská jízda, Schumachera za celý závod nikdo neohrozil a v poslední třetině závodu mohl dokonce předjet o celé kolo Gerharda Bergera, kroužícího na druhém místě, ale rozhodl se to neudělat. Rubens Barrichello získal pro tým Jordan první umístění na pódiu za 3. místo v cíli.
V dalším ročníku (1995), který se po zemětřesení v Kóbe posunul ze začátku kalendáře téměř na jeho konec, získal Michael Schumacher titul mistra světa. V té době se stal nejmladším dvojnásobným mistrem světa jezdců Formule 1, v dalších letech jej překonali Fernando Alonso (2006) a Sebastian Vettel (2011). V roce 1995 se Japonsko stalo jednou ze 7 zemí, ve kterých se jel více než jeden závod šampionátu Formuel 1 během jednoho ročníku (dalšími zeměmi jsou Velká Británie, Španělsko, Německo, Itálie, Francie a USA) - na jeho území se totiž jela i Grand Prix Japonska na okruhu Suzuka.
V roce 2007 se okruh TI Aida stal předmětem spekulací, že se Grand Prix Pacifiku obnoví, protože se Grand Prix Japonska stěhovala na okruh Fuji Speedway. Myšlenka zněla tak, že GP Japonska se bude střídat mezi Suzukou a Fuji a k nim v kalendáři přibude GP Pacifiku. K dohodě nakonec nedošlo - Toyota jako majitel Fuji Speedway odvolala svůj záměr pokračovat s pořádáním závodů a okruh TI Aida nepřesvědčil pořadatele, zejména kvůli své špatné dostupnosti uprostřed hor.

## Vítězové Grand Prix Pacifiku
Růžové pozadí znázorňuje závody, které nebyly součástí šampionátů Formule 1.

### Opakovaná vítězství (jezdci)
| Počet vítězství | Jezdec             | Roky       |
| --------------- | ------------------ | ---------- |
| 2               | Stirling Moss      | 1960, 1961 |
| 2               | Michael Schumacher | 1994, 1995 |

### Opakovaná vítězství (týmy)
| Počet vítězství | Konstruktér | Roky       |
| --------------- | ----------- | ---------- |
| 2               | Lotus       | 1960, 1961 |
| 2               | Benetton    | 1994, 1995 |

### Opakovaná vítězství (dodavatelé motorů)
| Počet vítězství | Dodavatel | Roky             |
| --------------- | --------- | ---------------- |
| 3               | Climax    | 1960, 1961, 1962 |
| 2               | Ford*     | 1963, 1994       |

* Byl vyráběn Cosworth.

### Vítězové v jednotlivých letech
| Rok         | Jezdec             | Konstruktér          | Trať        | Výsledky  |
| ----------- | ------------------ | -------------------- | ----------- | --------- |
| 1995        | Michael Schumacher | Benetton-Renault     | TI Aida     | Výsledky  |
| 1994        | Michael Schumacher | Benetton-Ford        | TI Aida     | Výsledky  |
| 1964 – 1993 | Nejelo se          | Nejelo se            | Nejelo se   | Nejelo se |
| 1963        | Dave MacDonald     | Cooper-Ford          | Laguna Seca | Výsledky  |
| 1962        | Roger Penske       | Zerex Special–Climax | Laguna Seca | Výsledky  |
| 1961        | Stirling Moss      | Lotus-Climax         | Laguna Seca | Výsledky  |
| 1960        | Stirling Moss      | Lotus-Climax         | Laguna Seca | Výsledky  |